# خانه رحیم‌زاده
خانه رحیم زاده مربوط به دوره قاجار است و در مه‌آباد، میدان شهرداری، خیابان جمهوری اسلامی واقع شده و این اثر در تاریخ ۷ اسفند ۱۳۸۵ با شمارهٔ ثبت ۱۷۷۲۶ به‌عنوان یکی از آثار ملی ایران به ثبت رسیده است.